# Elektronisch tijdschrift

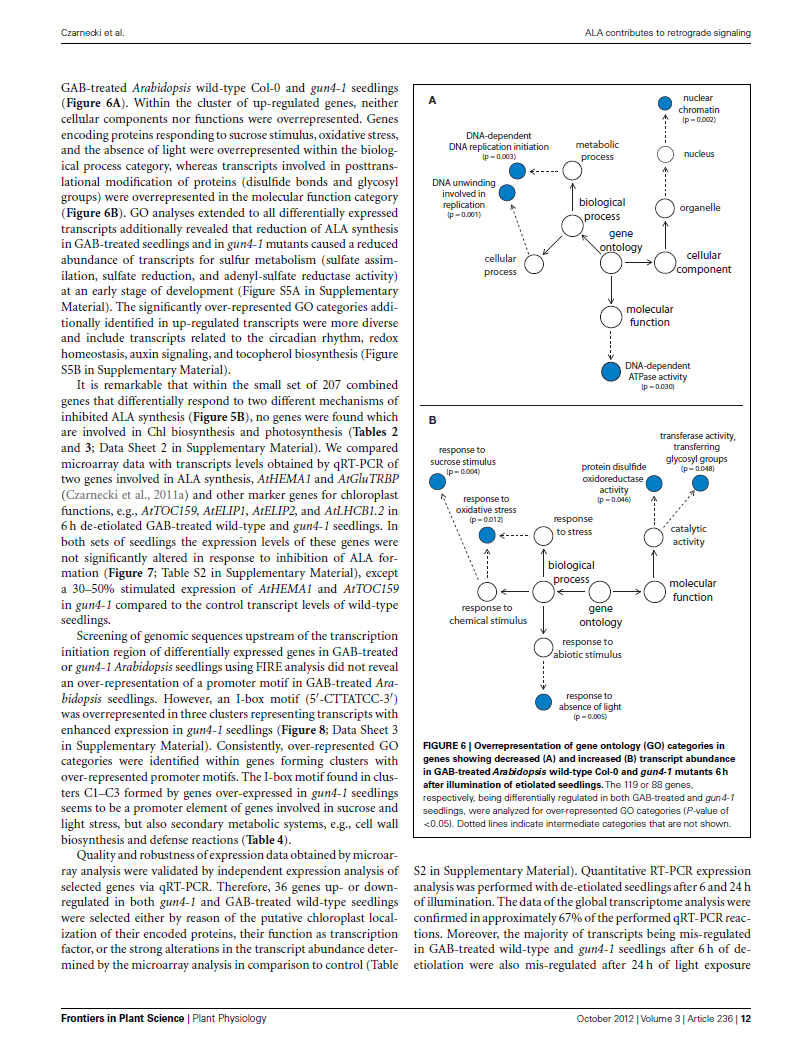
Een pagina uit een elektronisch tijdschrift

Een elektronisch tijdschrift (in het Engels ook wel e-journal genoemd) is een wetenschappelijk tijdschrift dat niet in druk verschijnt, maar via het world wide web verspreid wordt. In tegenstelling tot termen als e-zine en webtijdschrift wordt elektronisch tijdschrift vooral gebruikt voor wetenschappelijke tijdschriften.
Het achterwege laten van een gedrukte versie van een tijdschrift is aantrekkelijk voor veel wetenschappelijke publicaties omdat ze vaak zeer gespecialiseerd zijn en maar een klein publiek hebben, terwijl de inhoud ervan wel in principe voor iedere wetenschapper ter wereld en voor altijd toegankelijk moet zijn en blijven.
Tegenwoordig hebben bijna alle wetenschappelijke tijdschriften een elektronische versie. Dit sluit goed aan bij de leesgewoonten van wetenschappers: zij lezen zelden een nummer van voor tot achter door, maar selecteren de artikelen waar ze in geïnteresseerd zijn uit een groot aantal tijdschriften; niet alleen de laatste uitgaven maar ook artikelen van jaren geleden als er bijvoorbeeld in een ander artikel naar verwezen wordt. Daarnaast komen er steeds meer tijdschriften die alleen nog elektronisch verschijnen, de zogeheten online-only-tijdschriften. Vaak, maar zeker niet altijd, zijn dit ook open-accesstijdschriften, tijdschriften waarvan de inhoud door iedereen gratis gelezen kan worden.
Bij elektronische tijdschriften die niet gratis te lezen zijn is de toegang vaak geregeld op basis van het IP-adres van de computer. Meestal sluit een universiteitsbibliotheek (of een groep van bibliotheken) een contract met de uitgever waardoor alle IP-adressen van de universiteit toegang krijgen. Voor thuisgebruik bestaan er oplossingen via VPN's en proxyservers. Bij individuele abonnementen wordt er meestal gewerkt met een gebruikersnaam en wachtwoord.
In tegenstelling tot andere vormen van online-only-publicaties zijn artikelen in wetenschappelijke elektronische tijdschriften meestal vormgegeven om afgedrukt en van papier gelezen te worden, ook wanneer het tijdschrift geen gedrukte versie heeft.